# Emma Thompson
Emma Thompson (DBE, sinh ngày 15 tháng 4 năm 1959) là nữ diễn viên điện ảnh, nữ diễn viên hài kịch và nhà biên kịch người Anh, đã 2 lần đoạt giải Oscar, cùng các giải Emmy, giải BAFTA và Giải Quả cầu vàng. Cô cũng là người bảo trợ Hội đồng người tỵ nạn.

## Thời niên thiếu
Thompson sinh tại Paddington, Luân Đôn, Anh. Cha là nam diễn viên Eric Thompson, nổi tiếng về viết và thuật chuyện The Magic Roundabout, trên dài truyền hình BBC dành cho trẻ em trong các thập niên 1960 và 1970. Mẹ là nữ diễn viên Phyllida Law, người Scotland. Em gái của Thompson là nữ diễn viên Sophie Thompson. Thompson sống một phần đời ở Scotland và đã từng nói rằng mình "cảm thấy là người Scotland".
Thompson học trường nữ Camden rồi học tiếp tiếng Anh ở Newnham College thuộc Đại học Cambridge nơi cô là hội viên và phó chủ tịch câu lạc bộ kịch Footlights của trường đại học (cùng với các bạn diễn viên Stephen Fry, Hugh Laurie và Tony Slattery). Tài năng diễn xuất của cô quá ấn tượng nên người đại lý Richard Armitage đã ký hợp đồng với cô ngay khi còn 2 năm nữa cô mới tốt nghiệp. Thompson tốt nghiệp trường Cambridge năm 1980. Ngay sau đó, cô nổi tiếng khi diễn vai chính trong vở nhạc kịch khôi phục Me and My Girl ở nhà hát West End, đối diện với Robert Lindsay, tiếp theo là loạt kịch của đài BBC, Fortunes of War.

## Sự nghiệp
Một trong các xuất hiện sớm nhất trên truyền hình của Thompson là năm 1984, cùng với Stephen Fry và Hugh Laurie như diễn viên khách trong hài kịch tình huống The Young Ones. Thompson đóng vai Miss Money-Sterling trong tập "Bambi". Năm 1988, cô đóng vai chính và viết loạt hài kịch ngắn mang tên Thompson cho đài BBC1; loạt hài kịch ngắn này không thành công.
Vai diễn chính đầu tiên của Thompson là trong hài kịch lãng mạn, The Tall Guy. Sự nghiệp của cô tới một khúc quanh quan trọng với một loạt các diễn xuất và phim được giới bình luận hoan nghênh, bắt đầu từ phim Howards End 1992 (phim này cô đoạt Giải Oscar cho nữ diễn viên chính xuất sắc nhất); vai Gareth Peirce, luật sư của Guildford Four, trong phim In the Name of the Father; The Remains of the Day đối diện với Anthony Hopkins; và vai họa sĩ người Anh Dora Carrington trong phim Carrington.
Năm 1996, cô đoạt Giải Oscar cho kịch bản chuyển thể hay nhất cho kịch bản phim Sense and Sensibility (phim), chuyển thể từ truyện Sense and Sensibility của Jane Austen, một phim cô cũng đóng vai chính đối diện với Hugh Grant và được đề cử giải Oscar cho nữ diễn viên xuất sắc nhất. Cô đã nói rằng mình giữ cả hai tượng Oscar của mình trong phòng tắm ở tầng dưới, lúng túng tìm cách đặt chúng ở chỗ cao hơn.
Diễn xuất trên truyền hình gần đây của Thompson gồm có vai chính trong phim Wit (2001) của đài truyền hình HBO, trong đó cô đóng vai bệnh nhân ung thư sắp chết, và loạt truyện ngắn Angels in America (2003), đóng nhiều vai, trong đó có một vai thiên thần. Cô đoạt giải Emmy trong vai diễn viên khách trong tập năm 1997 của show Ellen; trong tập này cô đóng vai tiểu thuyết hóa nhại lại chính mình. Cô cũng xuất hiện trong một tập của Cheers năm 1992 mang tên "One Hugs, the Other Doesn't".
Gần đây nhất, Thompson đóng các vai phụ như Sybill Trelawney trong Harry Potter and the Prisoner of Azkaban và Harry Potter and the Order of the Phoenix. Cô cũng xuất hiện trong hài kịch thành công Love Actually. Phim Nanny McPhee, kịch bản chuyển thể của Emma Thompson từ quyển Nurse Matilda của Christianna Brand, được công chiếu lần đầu vào tháng 10 năm 2005. Thompson làm việc trên một dự án 9 năm, đã viết kịch bản và đóng vai chính cùng với mẹ (người xuất hiện trong một vai nhỏ). Trong phim Stranger than Fiction cô đóng vai một tác giả tìm cách giết nhân vật chính của mình, Harold Crick, người đã trở thành một người thật. Thompson cũng đóng một vai nhỏ không ghi tên trên phim là vai bác sĩ áp dụng việc chữa bệnh ung thư ở dạng bệnh sởi trong phim mới nhất chuyển thể của I Am Legend, do Last Chance Harvey đóng vai chính, đối diện với Dustin Hoffman, Eileen Atkins và Kathy Baker. Cô cũng sẽ xuất hiện ở phim An Education và The Boat That Rocked, phim mới của Richard Curtis cũng gồm các diễn viên chính Gemma Arterton, Philip Seymour Hoffman, January Jones, Kenneth Branagh, Bill Nighy, Nick Frost, Jack Davenport và Rhys Ifans.
Do tranh chấp về chương trình làm việc, Thompson chưa diễn lại vai Sybill Trelawney của mình trong phim Harry Potter and the Deathly Hallows. Năm 2009, cô xuất hiện trong ban QI (quiz show "Quite Interesting") ở tập phim, sẽ phát sóng ngày 6.3.2009.

## Hoạt động bảo vệ môi trường
Thompson là một người hoạt động tích cực cho phong trào Hòa bình xanh. Ngày 13.1.2009 khi chờ đợi lễ trao Giải Quả cầu vàng tại Hoa Kỳ, có tin loan báo là Thompson – cùng 3 cộng sự viên trong phong trào Hòa bình xanh – đã mua đất ở gần làng Sipson, một làng đang bị đe doạ bởi việc đề nghị (lấy đất) làm phi đạo thứ ba cho Sân bay Heathrow, với hy vọng là khu đất này, có kích thước bằng một sân bóng đá, sẽ ngăn cản chính phủ hoàn thành kế hoạch mở rộng sân bay Heathrow. Miếng đất này, được mua từ một chủ đất địa phương với một số tiền không tiết lộ, sẽ được chia thành các mảnh nhỏ và bán trên khắp địa cầu. Khi được phỏng vấn, Thompson nói: "Tôi không hiểu sao chính phủ nếu có chút quan tâm về việc làm đảo lộn khí hậu, lại không thể cân nhắc các kế hoạch lố bịch này. Thật đạo đức giả đáng tức cười. Đó là vì sao mà chúng tôi đã mua một miếng đất nhỏ trên phi đạo. Chúng tôi sẽ ngăn chặn việc làm phi đạo, dù là chúng tôi phải di chuyển vào đó và trồng rau."

## Đời tư

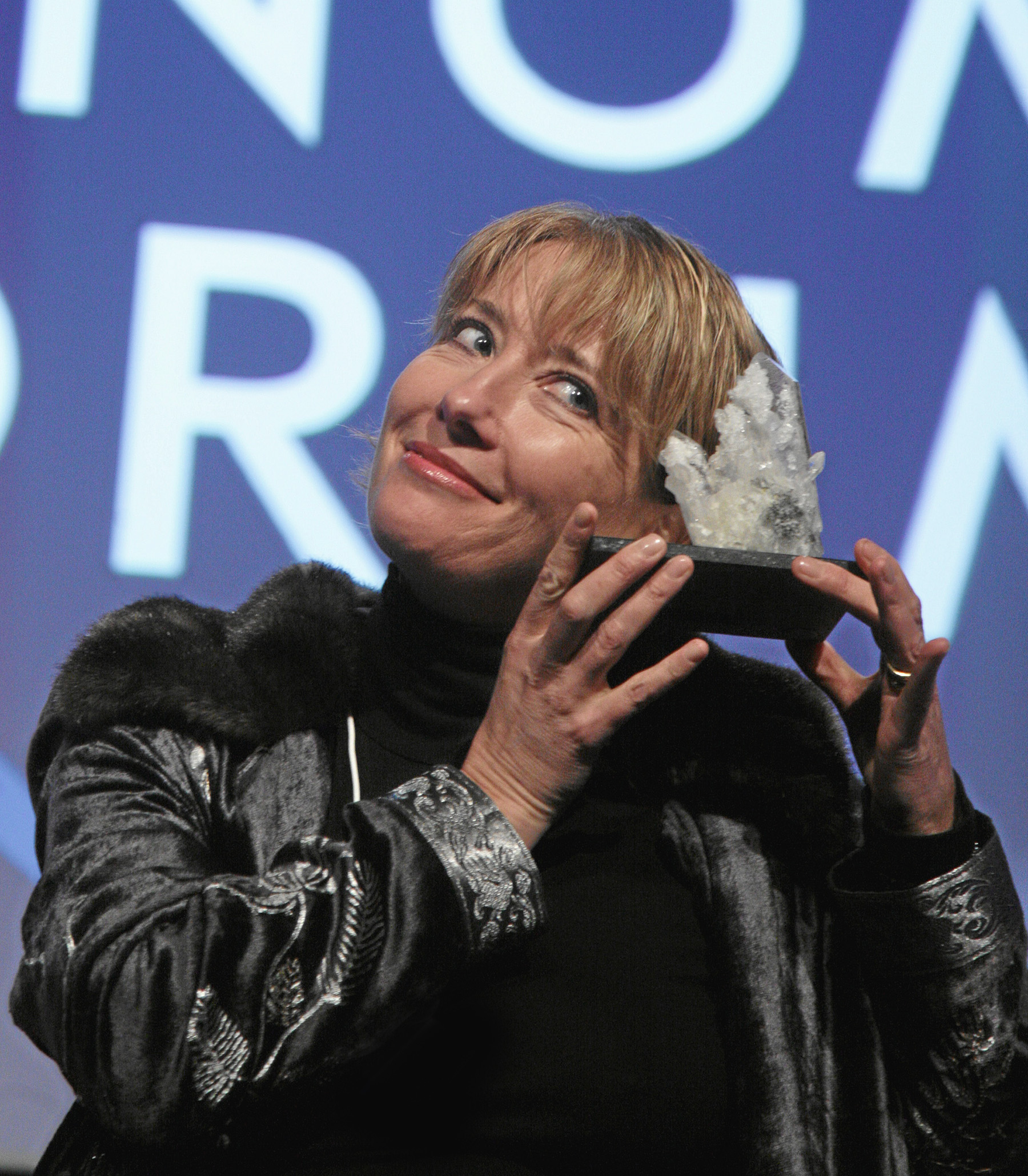
Thompson năm 2008

Khi học ở Đại học Cambridge, Thompson có mối quan hệ yêu đương lãng mạn với bạn trai sinh viên là diễn viên Hugh Laurie, người cũng là hội viên của Ban kịch thời sự Footlights của Cambridge.
Thompson kết hôn với Kenneth Branagh, người cùng diễn với cô trong loạt phim truyền hình Fortunes of War, vào ngày 20.8.1989. Họ diễn xuất chung với nhau nhiều lần, trong các phim thành công như Dead Again, Henry V và Much Ado About Nothing. Tuy nhiên họ đã ly dị trong tháng 10 năm 1995.
Năm 2003, Thompson tái hôn với Greg Wise ở Dunoon, Scotland (nơi cô có nơi sinh sống thứ hai). Cặp vợ chồng này có một cô con gái, Gaia Romilly, sinh năm 1999. Năm 2003, Thompson và Wise đã nhận một cậu con trai 16 tuổi người Rwanda tỵ nạn, tên là Tindyebwa Agaba làm con nuôi không chính thức. Hiên nay họ đang tranh đấu chống lại việc trục xuất cậu bé về Rwanda nơi mọi người trong gia đình của cậu được cho là đã bị giết bởi bọn phạm tội diệt chủng.
Thompson là một người vô thần công khai chống tôn giáo: "Tôi là một người vô thần; Tôi cho rằng các anh có thể gọi tôi là một loại người chủ trương tự do vô chính phủ. Tôi nhìn tôn giáo bằng sự nghi ngờ và sợ hãi. Nói rằng mình không tin thần thánh là chưa đủ. Tôi thực sự coi hệ thống (tôn giáo) như làm cho (người ta) đau khổ: Tôi bị xúc phạm bởi một số điều nói trong kinh Thánh cũng như kinh Qur'an và tôi bác bỏ chúng." 

## Phim mục
| Năm                       | Phim                                          | Vai diễn                                                           | Ghi chú |
| ------------------------- | --------------------------------------------- | ------------------------------------------------------------------ | --- |
| 1987                      | Tutti Frutti                                  | Suzi Kettles                                                       | Loạt phim truyền hình được ngưỡng mộ của đài BBC do Emma và Robbie Coltrane đóng vai chính, đem lại sự nổi tiếng cho cả hai. Kịch bản của John Byrne |
| 1987                      | Fortunes of War                               | Harriet Pringle                                                    | đoạt Giải BAFTA cho nữ diễn viên chính xuất sắc nhất (cùng chung với diễn xuất trong loạt phim truyền hình Tutti Frutti)                             |
| 1989                      | Henry V                                       | Catherine of Valois                                                | |
| 1990                      | The Tall Guy                                  | Kate Lemmon                                                        | |
| 1991                      | Dead Again                                    | "Grace"/Amanda Sharpe/Margaret Strauss                             | |
| 1991                      | Impromptu                                     | Duchess d'antan (Claudette)                                        | |
| 1992                      | Howards End                                   | Margaret Schlegel                                                  | Đoạt Giải Oscar cho nữ diễn viên chính xuất sắc nhất, Giải SEFCA cho nữ diễn viên chính xuất sắc nhất\|-                                             |
| 1992                      | 1993                                          | Much Ado About Nothing                                             | Beatrice |
| The Remains of the Day    | 1993                                          | Miss Kenton                                                        | Đề cử Giải Oscar cho nữ diễn viên chính xuất sắc nhất                                                                                                |
| In the Name of the Father | 1993                                          | Gareth Peirce \|Đề cử Giải Oscar cho nữ diễn viên phụ xuấ sắc nhất | |
| 1994                      | Junior                                        | Dr. Diana Reddin                                                   | |
| 1995                      | Carrington                                    | Dora Carrington                                                    | |
| 1995                      | Sense and Sensibility                         | Elinor Dashwood                                                    | Đoạt Giải Oscar cho kịch bản chuyển thể hay nhất, Đề cử Giải Oscar cho nữ diễn viên chính xuất sắc nhất                                              |
| 1997                      | The Winter Guest                              | Frances                                                            | |
| 1998                      | Primary Colors                                | Susan Stanton                                                      | |
| 2001                      | Wit                                           | Vivian Bearing                                                     | Phim truyền hình Đề cử Giải Emmy cho nữ diễn viên chính xuất sắc trong Miniseries hoặc phim truyền hình                                              |
| 2002                      | Treasure Planet                               | Captain Amelia                                                     | Phim hoạt hình Disney, phiên bản khoa học giả tưởng của Robert Louis Stevenson's Treasure Island                                                     |
| 2003                      | Imagining Argentina                           | Cecilia                                                            | |
| 2003                      | Love Actually                                 | Karen                                                              | |
| 2003                      | Angels in America (miniseries)                | Nurse Emily/the Homeless Woman/the Angel America                   | |
| 2004                      | Harry Potter và tên tù nhân ngục Azkaban      | Giáo sư Sybill Trelawney                                           | |
| 2005                      | Nanny McPhee                                  | Nanny McPhee                                                       | Người viết kịch bản |
| 2006                      | Stranger than Fiction                         | Karen Eiffel                                                       | |
| 2007                      | Harry Potter và Hội Phượng Hoàng              | Giáo sư Sybill Trelawney                                           | |
| 2007                      | I Am Legend                                   | Dr. Alice Krippin                                                  | vai nhỏ rất đạt, không ghi tên |
| 2008                      | Brideshead Revisited                          | Lady Marchmain                                                     | |
| 2008                      | Last Chance Harvey                            | Kate Walker                                                        | |
| 2009                      | An Education                                  | Headmistress                                                       | |
| 2009                      | The Boat That Rocked                          | Charlotte                                                          | |
| 2010                      | Nanny McPhee and the Big Bang                 | Nanny McPhee                                                       | aka Nanny McPhee Returns |
| 2011                      | Harry Potter và Bảo bối tử thần phần 2        | Giáo sư Sybill Trelawney                                           | |
| 2012                      | Men in Black 3                                | Agent O                                                            | |
| 2012                      | Brave                                         | Queen Elinor (voice)                                               | |
| 2013                      | Beautiful Creatures                           | Mrs. Lincoln/Sarafine                                              | |
| 2013                      | Effie                                         | Lady Eastlake                                                      | Also writer |
| 2013                      | Saving Mr. Banks                              | P.L. Travers                                                       | Filming |
| 2017                      | The Children Act                              | Fiona Maye                                                         | Richard Eyre |
| 2018                      | Johnny English Strikes Again                  | The Prime Minister                                                 | David Kerr |
| 2019                      | Bác sĩ Dolittle: Chuyến phiêu lưu huyền thoại | Polynesia                                                          | Lồng tiếng |
| 2019                      | Late Night                                    | Katherine                                                          | Nisha Ganatra |
| 2019                      | MIB                                           | Agent O                                                            | F. Gary Gray |
| 2019                      | Missing Link                                  | Người Yeti cổ đại                                                  | Lồng tiếng |
| 2021                      | Cruella                                       | Nữ nam tước von Hellman                                            | |

Dưới đây là danh sách từng phần kịch của Thompson:
- 1990 - Diễn vai The Fool trong vở Shakespeare's King Lear của Shakespeare và vai Helena trong vở A Midsummer Night's Dream – Lưu diễn quốc tế.
- 1989 - Diễn vai Alison trong vở Look Back in Anger của John Osborne - Lyric Shaftesbury, Luân Đôn.
- 1984/5 - Diễn vai Sally trong nhạc kịch Me and My Girl - Adelphi Theatre, Luân Đôn.
- 1984 - Viết kịch bản và đóng vai chính trong show phụ nữ độc diễn Short Vehicle - Liên hoan Edinburgh.
- 1982 - Xuất hiện trong Not the Nine O'Clock News – Lưu diễn Vương quốc Anh.
- 1982 - Đồng tác giả kịch bản và xuất hiện trong Beyond the Footlights - Lyric Hammersmith, Luân Đôn.

## Giải thưởng
- Giải Oscar
  - 1992 - đoạt Giải Oscar cho nữ diễn viên chính xuất sắc nhất - Howards End
  - 1993 - đề cử Giải Oscar cho nữ diễn viên xuất sắc nhất - The Remains of the Day
  - 1993 - đề cử Giải Oscar cho nữ diễn viên phụ xuất sắc nhất - In the Name of the Father
  - 1995 - đề cử Giải Oscar cho nữ diễn viên chính xuất sắc nhất - Sense and Sensibility
  - 1995 - đoạt Giải Oscar cho kịch bản chuyển thể hay nhất - Sense and Sensibility
- Giải Emmy
  - 1998 - Nữ diễn viên khách xuất sắc trong Loạt phim hài - Ellen
  - 2001 - Nữ diễn viên chính xuất sắc trong Miniseries hoặc phim truyền hình - Wit
  - 2004 - Nữ diễn viên chính xuất sắc trong Miniseries hoặc phim truyền hình - Angels in America
- Giải của Nghiệp đoàn diễn viên màn ảnh
  - 1995 - Giải của Nghiệp đoàn diễn viên mành ảnh cho nữ diễn viên đóng vai chính xuất sắc - Sense and Sensibility
  - 1995 - Giải của Nghiệp đoàn viễn viên màn ảnh cho toàn bộ vai diễn xuất sắc trong một phim - Sense and Sensibility
  - 2001 - Giải của Nghiệp đoàn diễn viên màn ảnh cho nữ diễn viên xuất sắc trong một loạt truyện ngắn hoặc phim truyền hình - Wit
  - 2003 - Giải của Nghiệp đoàn diễn viên màn ảnh cho nữ diễn viên xuất sắc trong loạt truyện ngắn hoặc phim truyền hình - Angels in America
- Giải Quả cầu vàng
  - 1993 – Giải Quả cầu vàng cho nữ diễn viên phim chính kịch xuất sắc nhất - Howards End
  - 1994 – Giải Quả cầu vàng cho nữ diễn viên phim chính kịch xuất sắc nhất - The Remains of the Day
  - 1994 – Giải Quả cầu vàng cho nữ diễn viên phim chính kịch xuất sắc nhất - In the Name of the Father
  - 1995 – Giải Quả cầu vàng cho nữ diễn viên phim ca nhạc hoặc phim hài xuất sắc nhất - Junior
  - 1996 – Giải Quả cầu vàng cho nữ diễn viên phim chính kịch xuất sắc nhất - Sense and Sensibility
  - 2002 – Giải Quả cầu vàng cho nữ diễn viên xuất sắc nhất trong loạt truyện ngắn hoặc phim truyền hình - Wit
  - 2009 – Giải Quả cầu vàng cho nữ diễn viên phim ca nhạc hoặc phim hài xuất sắc nhất - Last Chance Harvey
- Giải BAFTA
  - 1993 - Giải BAFTA cho nữ diễn viên chính xuất sắc nhất - Howards End
  - 1994 - Giải BAFTA cho nữ diễn viên chính xuất sắc nhất - The Remains of the Day
  - 1995 - Giải BAFTA cho kịch bản chuyển thể hay nhất - Sense and Sensibility
  - 1996 - Giải BAFTA cho nữ diễn viên chính xuất sắc nhất - Sense and Sensibility
  - 2004 - Giải BAFTA cho nữ diễn viên phụ xuất sắc nhất - Love Actually

Ghi chú: Chữ in đậm chỉ đoạt giải. Chữ in không đậm là được đề cử.